# E3 Harelbeke 1977
De E3 Harelbeke 1977 is de twintigste editie van de wielerklassieker E3 Harelbeke en werd verreden op 26 maart 1977. Dietrich Thurau kwam na 233 kilometer als winnaar over de streep. De gemiddelde uursnelheid van de winnaar was 40,40 km/u.

## Uitslag
| Rang | Naam              | Tijd   |
| ---- | ----------------- | ------ |
| 1    | Dietrich Thurau   | 5u46'  |
| 2    | Patrick Sercu     | +2'08" |
| 3    | Erik De Vlaeminck | z.t.   |
| 4    | Walter Planckaert | z.t.   |
| 5    | Wilfried Wesemael | z.t.   |
| 6    | Luc Leman         | z.t.   |
| 7    | Jan Raas          | z.t.   |
| 8    | Walter Naegels    | z.t.   |
| 9    | Eric Leman        | z.t.   |
| 10   | Willy Planckaert  | z.t.   |